# Patera de Nikolaïeva
Nikolaeva Patera
Pour les articles homonymes, voir Nikolaeva.
La patera de Nikolaeva (désignation internationale : Nikolaeva Patera) est une patera située sur Vénus dans le quadrangle de Kawelu Planitia. Elle a été nommée en référence à Olga V. Nikolaïeva, planétologue et géochimiste russe (1941–2000).